# Strickland Bay
Strickland Bay ist eine Bucht auf der Insel Rottnest Island im australischen Bundesstaat Western Australia. Die Bucht ist ein beliebter Ort für Surfer, denn die Brandung wird zu den 50 besten Brandungen weltweit gezählt.
Vom Aussichtspunkt Narrow Neck kann man die Bucht gut überblicken.

## Geografie
Die 530 Meter breite Bucht öffnet sich nach Süden. Sie ist die siebt-westlichste Bucht der Insel, aber die breiteste unter den sieben. Sie liegt an der Landenge, die die beiden Teile der Insel miteinander verbindet. An der dünnsten Stelle ist diese Landenge nur 130 Meter breit. Nördlich der Bucht liegt die Rocky Bay, östlich die Bucht Mary Cove und westlich die Bucht Wilson Bay.
Die Bucht hat einen 260 Meter langen Sandstrand.